# Cremona Challenger 2010
Il Cremona Challenger 2010, noto anche come Trofeo Paolo Corazzi, è stato un torneo professionistico di tennis maschile giocato sul cemento, che faceva parte dell'ATP Challenger Tour 2010. Si è giocato a Cremona in Italia dal 17 al 23 maggio 2010.

## Partecipanti

### Teste di serie
| Nazionalità | Giocatore               | Ranking* | Testa di serie |
| ----------- | ----------------------- | -------- | -------------- |
| Stati Uniti | Rajeev Ram              | 90       | 1              |
| Giamaica    | Dustin Brown            | 101      | 2              |
| Giappone    | Gō Soeda                | 152      | 3              |
| Lussemburgo | Gilles Müller           | 196      | 4              |
| Sudafrica   | Izak van der Merwe      | 222      | 5              |
| Spagna      | Guillermo Olaso         | 238      | 6              |
| Austria     | Alexander Peya          | 240      | 7              |
| Spagna      | Sergio Gutiérrez-Ferrol | 256      | 8              |

- Ranking al 10 maggio 2010.

### Altri partecipanti
Giocatori che hanno ricevuto una wild card:
- Bernard Tomić
- Matteo Trevisan
- Grigor Dimitrov
- Giuseppe Menga

Giocatori passati dalle qualificazioni:
- Marius Copil
- Denis Gremelmayr
- Matthias Bachinger
- Rogério Dutra da Silva

## Campioni

### Singolare
Denis Gremelmayr ha battuto in finale  Marius Copil con il punteggio di 6–4, 7–5

### Doppio
Alexander Peya /  Martin Slanar hanno battuto in finale  Rik De Voest /  Izak van der Merwe con il punteggio di 7–5, 7–5